# دیکسی، شهرستان ویتلی، کنتاکی
دیکسی (به انگلیسی: Dixie) یک منطقهٔ مسکونی در ایالات متحده آمریکا است که در شهرستان ویتلی، کنتاکی واقع شده‌است. دیکسی ۲۹۹٫۰۱ متر بالاتر از سطح دریا واقع شده‌است.